# 梅爾羅斯鎮區 (明尼蘇達州斯特恩斯縣)
梅爾羅斯鎮區（英語：Melrose Township）是位於美國明尼蘇達州斯特恩斯縣的一個行政鎮區。

## 歷史
梅爾羅斯鎮區於1866年設立，得名自兩名早期定居者之妻梅麗莎（Melissa）與蘿絲（Rose）的混成詞。

## 地方資料
梅爾羅斯鎮區的面積為103.55平方千米，當中陸地面積為101.83平方千米，而水域面積為1.72平方千米。根據2020年美國人口普查的數據，當地共有人口729人，而人口密度為每平方千米7.04人。